# Melk (Fluss)
Die Melk (bis in das 19. Jh. auch Mölk) ist ein südlicher, rechter Nebenfluss der Donau. 

## Name
Der Fluss wird als Medelich vor 1177 erstmals schriftlich genannt. Vermutlich leitet sich der Name vom keltischen Bergnamen *Magala und erhielt zusätzlich die keltische oder slawische Endung -ika.

## Verlauf
Sie entspringt nahe dem Statzberg im Gemeindegebiet von Sankt Anton an der Jeßnitz. Es gibt aber auch ca. 4 km südlich von St. Georgen an der Leys im Waidagraben einen sogenannten „Melkursprung“. Der Fluss durchfließt die Orte St. Georgen/Leys, Oberndorf an der Melk, Diesendorf, Ruprechtshofen und St.Leonhard/Forst und mündet bei der Stadt Melk in die Donau. Kurz nach Sankt Leonhard am Forst mündet in der sogenannten „Zwiesel“ die Mank in die Melk, wodurch sich deren Wassermenge deutlich erhöht.

## Fische
In der Melk sind folgende Fische heimisch: Bachforelle, Regenbogenforelle, Karpfen, Hecht, Huchen, Barbe und Nase.
Zwischen St.Leonhard/Forst und Mannersdorf befindet sich ein am Fluss nicht angeschlossener Ausstand (Alte Melk) mit Hecht-, Karpfen-, Rotaugen- und Rotfeder-Populationen.

## Nebenbäche
Die Melk hat ein Einzugsgebiet von 292,5 Quadratkilometern. Die größten Zuflüsse sind:
| Name                | Mündungsseite | Mündungsort   | Einzugsgebiet in km² |
| ------------------- | ------------- | ------------- | -------------------- |
| Steinbach           | rechts        | Weidagraben   | 004,4                |
| Leysbach (Leisbach) | links         | Wiesmühl      | 005,8                |
| Krollgraben         | links         |               | 006,3                |
| Ganzbach            | rechts        | Oberndorf     | 012,5                |
| Schweinzbach        | links         | Gstetten      | 021,4                |
| Ofenbach            | links         | Schachau      | 004,1                |
| Ockertbach          | links         | Diesendorf    | 008,1                |
| Lasserbach          | links         | Etzen         | 004,5                |
| Dangelsbach         | rechts        | Str. Leonhard | 005,5                |
| Mank                | rechts        | Str. Leonhard | 127,5                |
| Geretzbach          | links         | Lunzen        | 004,1                |

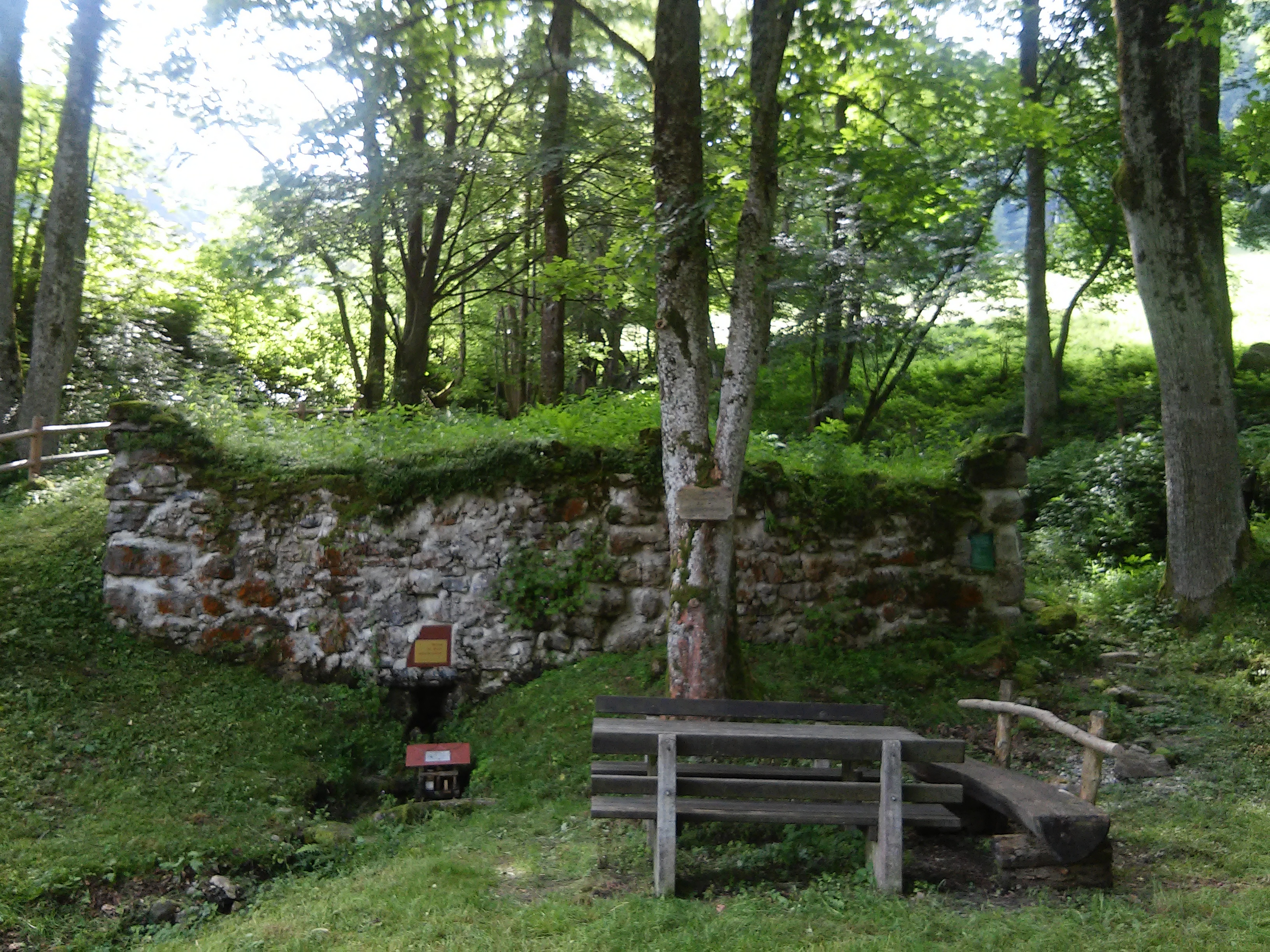
Melkursprung ca. 4 km südlich von St. Georgen an der Leys im Waidagraben
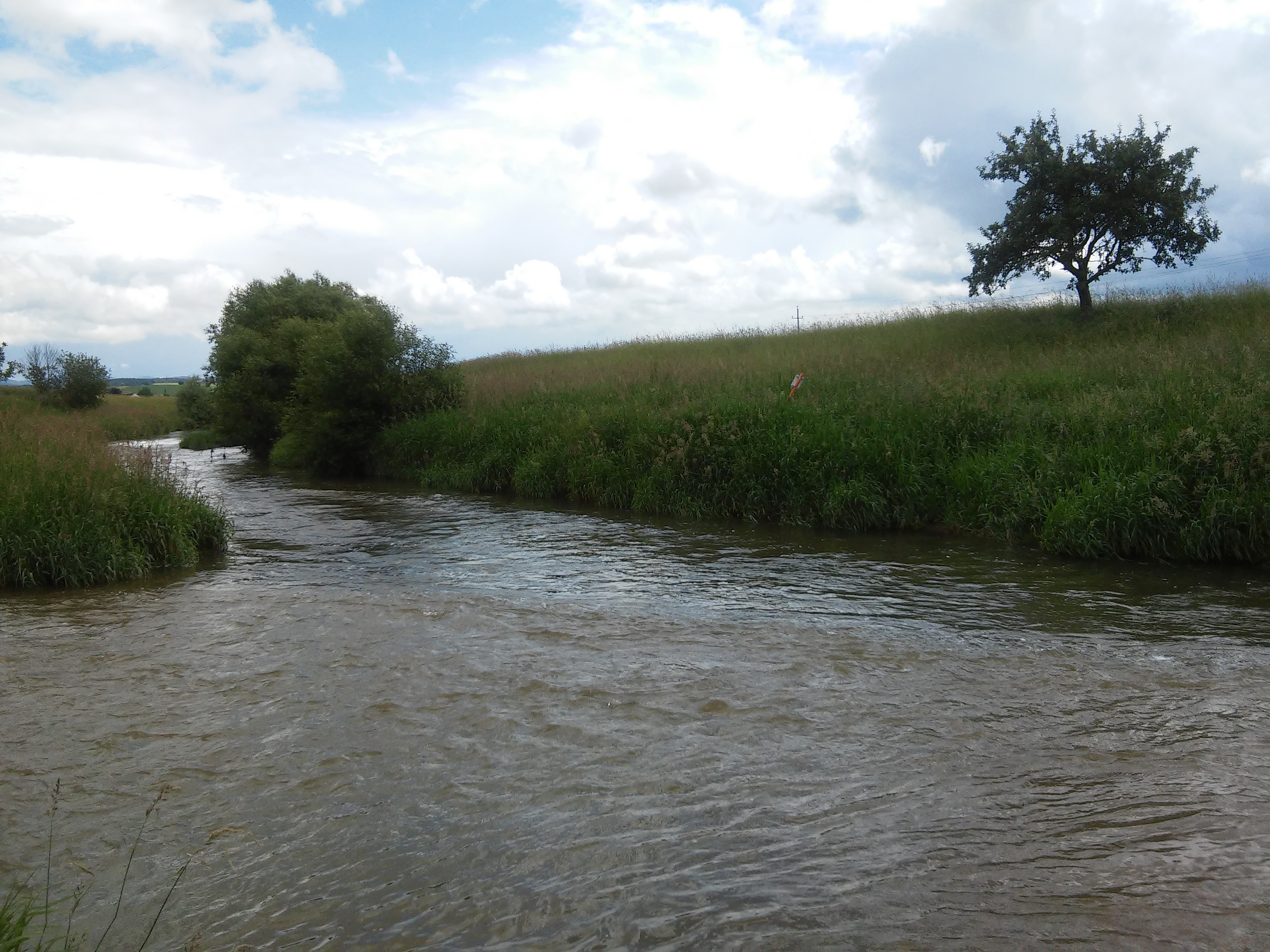
Die Melk kurz nach St. Leonhard am Forst bei der sogenannten „Zwiesel“ wo die Mank in diese einmündet
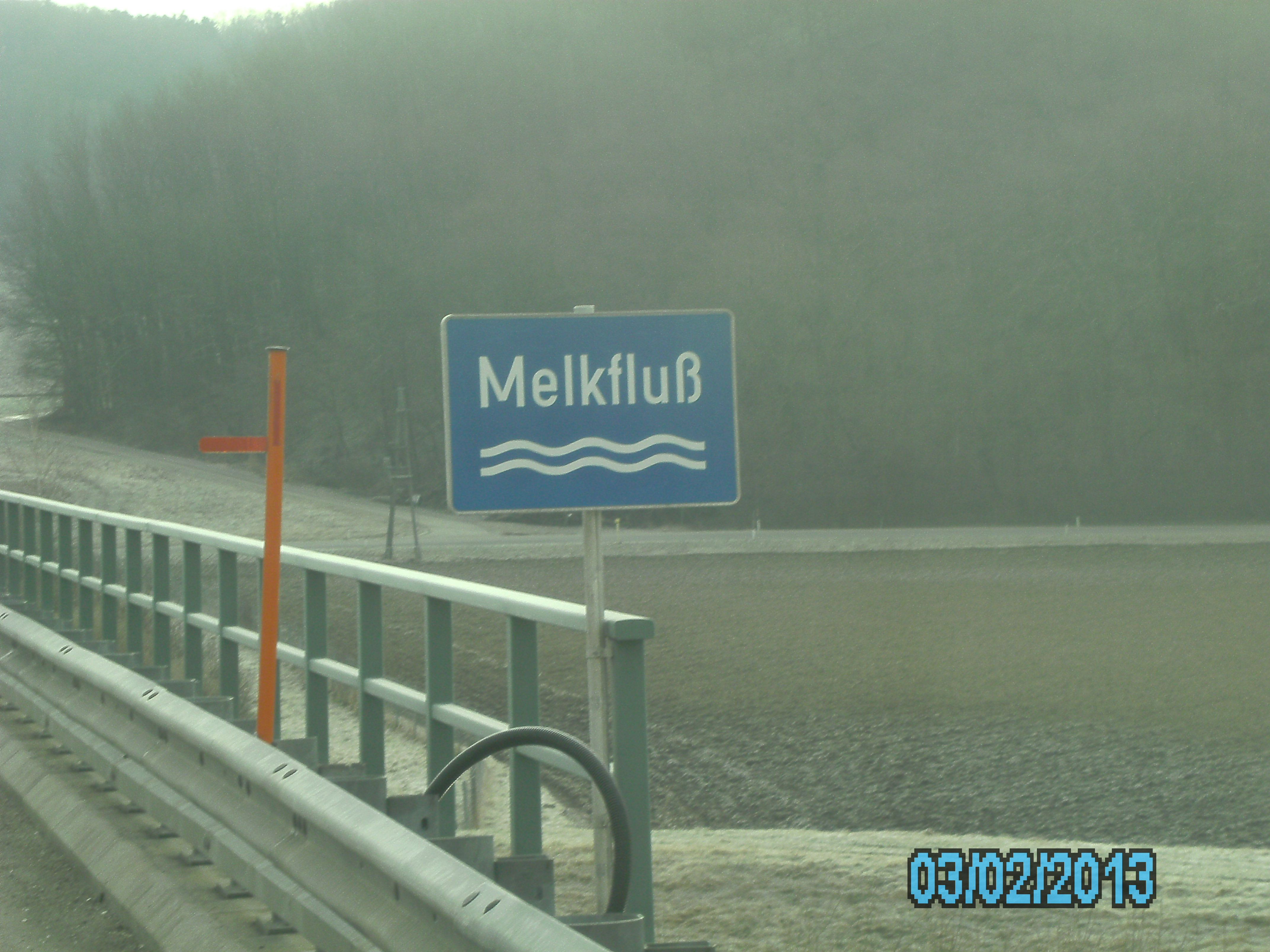
Alte Bezeichnung, Brückenschild A1